# Квітень 2005
Квітень 2005 — четвертий місяць 2005 року, що розпочався у п'ятницю 1 квітня та закінчився у суботу 30 квітня.

## Події
- 2 квітня — на 85 році життя помер Папа Римський Іван-Павло II.
- 5 квітня — Аскар Акаєв склав із себе повноваження президента Киргизії.
- 6 квітня — президентом Іраку обраний колишній лідер курдських повстанців Джалал Талабані, віце-президентами — шиїт Адель Абдул Махді і суніт Газі Аль-Явара.
- 13 квітня — сенат США схвалив кандидатуру Майкла Гріффіна на посту глави NASA, раніше брав участь у програмі СОІ («зоряні війни»). Голосування було проведено на день раніше запланованого терміну з ініціативи сенаторів.
- 15 квітня — в 3 години 46 хвилин з космодрому Байконур (Казахстан) стартував космічний корабель «Союз ТМА-6». Екіпаж корабля: Сергій Крикалев (Росія), Джон Філліпс (США) і Роберто Вітторіо (Італія).
- 19 квітня — обрано новий Папа Римський. Папою Бенедиктом XVI став 78-річний кардинал Йозеф Ратцингер.